# Marguerite Andersen

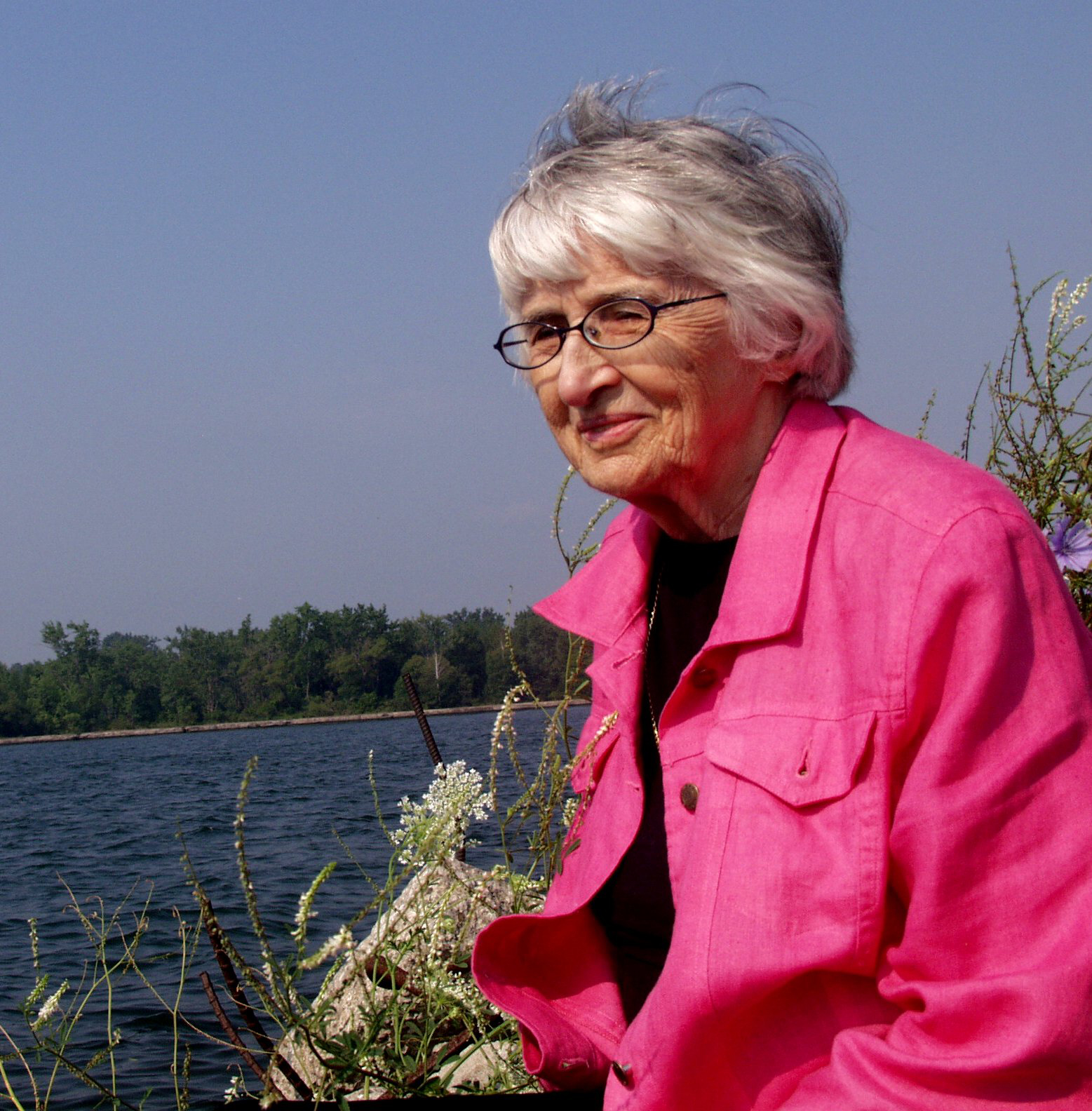
Marguerite Andersen, 2006

Marguerite Andersen (* 15. Oktober 1924 in Magdeburg als Margret Bohner; † 1. Oktober 2022 in Toronto) war eine deutsch-kanadische Feministin, Schriftstellerin, Essayistin und Dichterin.

## Leben
Andersen schloss ihre Schulausbildung 1943 mit dem Abitur ab. Sie studierte Literatur und Kinematographie in Berlin und Paris und promovierte 1965 an der Universität Montreal. Sie lebte in vielen verschiedenen Ländern, darunter England, Äthiopien, Tunesien, Vereinigte Staaten.
Andersen lehrte an vielen Lehrstätten und Universitäten in Afrika, Kanada und den Vereinigten Staaten, darunter an der Concordia University, der Mount Saint Vincent University und der University of Guelph. Seit 1958 lebte sie in Kanada.

## Anliegen
Andersen stellt in ihrem Werk die Schwierigkeiten dar, die einer Frau, Ehefrau und Mutter begegnen, die ein selbstbestimmtes Leben führen möchte. In ihren Büchern vermischen sich autobiografische mit fiktionalen Elementen.

## Familie
Andersens Vater war der Philologe Theodor Bohner. Ihr Großvater väterlicherseits war der evangelische Missionar Heinrich Bohner, ihr Onkel väterlicherseits war der Theologe Hermann Bohner, der in Osaka (Japan) Professor für deutsche Sprache war. 
Andersens Mutter war Martha Lydia, geborene Seeberg. Sie war die Tochter des evangelischen Theologen Reinhold Seeberg, dessen Bruder Alfred Seeberg ebenfalls evangelischer Theologe war. Der Bruder der Mutter war der Theologe Erich Seeberg.
Marguerite Andersen wurde als Margret Bohner geboren. Ihren Vornamen Margret änderte sie später in Marguerite. Andersens Mutter brachte ihr bereits als Kind Französisch bei. Später wählte Andersen diese Sprache für ihre Schriften.
Marguerite Andersen war mehrfach verheiratet. Ihr erster Ehemann war Fritz Wegscheider (1908–1987), Sohn von Martha Wegscheider (1882–1965), Gründerin und Inhaberin der Bunten Stube in Ahrenshoop, und des Arztes Max Wegscheider (1866–1928). Sie heiratete ihn am 12. Mai 1943 und zog zu ihm nach Ahrenshoop. Bereits am 22. August 1943 packte sie ihren Koffer und verließ ihren Mann Fritz Wegscheider. Sie weigerte sich, zu ihm zurückzukehren. Die Ehe wurde am 7. Oktober 1943 geschieden. In ihrem Buch „De mémoire de femme“ hat Andersen ihrem ersten Mann Fritz Wegscheider in der Figur des „Paul“ ein Denkmal gesetzt. Mit ihrem Ehemann Gottlieb Andersen hatte sie eine in Äthiopien geborene Tochter Tinnish Andersen, mit der sie bis zu ihrem Tod zusammen lebte. Mit ihrem Ehemann Jean Nouvet hatte sie die Söhne Marcel und Christian Nouvet.

## Preise und Anerkennung
Andersen erhielt für ihr Werk mehrere Preise, darunter 2014 den Trillium Book Award für ihr Buch La mauvaise mère. 2016 wurde sie zum Mitglied des Order of Canada ernannt.

## Veröffentlichungen (Auswahl)
- De mémoire de femme, 2019, Prise de Parole, ISBN 978-2-89423-950-6
- La mauvaise mère, 2013, Prise de Parole, ISBN 978-2-89423-906-3, in mehrere Sprachen übersetzt, deutsch: Ich, eine schlechte Mutter: Bekenntnisse, 2020, Secession Verlag für Literatur, ISBN 978-3-906910-90-1
- Doucement le bonheur, 2006, Prise de Parole, ISBN 978-2-89423-206-4
- La Chambre Noire du Bonheur, 2005, HURTUBISE HMH, ISBN 978-2-89045-990-8
- L'homme papier, 2005, Editions du Remue-Ménage, ISBN 978-2-89091-117-8
- Paroles Rebelles, 2005, Editions du Remue-Ménage, ISBN 978-2-89091-112-3